# Song Ju-seok
Song Ju-seok ((송주석?, 宋柱錫?); Gangneung, 26 febbraio 1967) è un ex calciatore sudcoreano, di ruolo centrocampista.